# Zawady (powiat warszawski zachodni)
Zawady – wieś w Polsce położona w województwie mazowieckim, w powiecie warszawskim zachodnim, w gminie Kampinos. Ma status sołectwa.
Wieś szlachecka położona była w drugiej połowie XVI wieku w powiecie sochaczewskim ziemi sochaczewskiej województwa rawskiego. W latach 1975–1998 miejscowość należała administracyjnie do województwa warszawskiego.
Miejscowość jest siedzibą parafii św. Doroty DM. W strukturze kościoła rzymskokatolickiego parafia należy do metropolii warszawskiej, archidiecezji warszawskiej, dekanatu błońskiego.